# 4-Methoxyphenylessigsäure
4-Methoxyphenylessigsäure ist eine chemische Verbindung aus der Gruppe der Carbonsäuren und ein homologes der Anissäure.

## Vorkommen
4-Methoxyphenylessigsäure wurde als Abbauprodukt von alkoholischen Getränken im Menschen und als Bestandteil von einigen Pflanzen (wie zum Beispiel Berberis koreana) nachgewiesen.

## Gewinnung und Darstellung
4-Methoxyphenylessigsäure kann auf mehrerer Wegen aus 4-Methoxyacetophenon gewonnen werden.

## Eigenschaften
4-Methoxyphenylessigsäure ist ein farbloser Feststoff, der wenig löslich in Wasser ist.

## Verwendung
4-Methoxyphenylessigsäure wird als Zwischenprodukt zur Herstellung von Arzneistoffen und anderen Chemikalien verwendet. Gallium- und Zinnkomplexe der 4-Methoxyphenylessigsäure wurden in vitro auf ihre Aktivität gegenüber Tumorzellen getestet.